# Ratpenat de nas tubular de panxa blanca
El ratpenat de nas tubular de panxa blanca (Nyctimene albiventer) és una espècie de ratpenat de la família dels pteropòdids que es troba a Austràlia, Indonèsia, Papua Nova Guinea i Salomó.